# 夏時刻法
夏時刻法（なつじこくほう、昭和23年法律第29号）は、1948年（昭和23年）4月28日に公布・施行された日本の法律。夏時刻を実施するために制定されたが、1952年（昭和27年）4月11日に廃止された。

## 概要

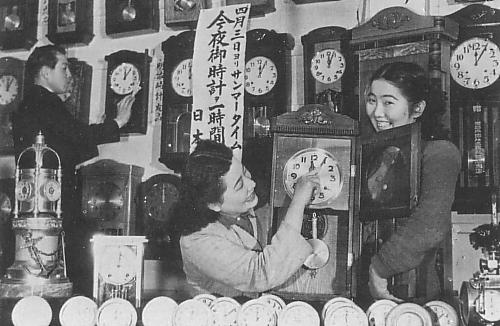
1949年4月3日より実施されたサマータイム

夏時刻法は、日本において夏時刻（夏時間、英: summer time、または日光節約時間、米: daylight saving time ともいう）を実施するための法律であったが、ここでいう夏時刻は、夏（正確には晩春から初秋）の間だけ、中央標準時に1時間を加えたタイムゾーンを採用する制度である。実施期間を正確に記すと、条文の通り、5月（ただし、1949年（昭和24年）のみ4月）第1土曜日24時（=日曜日1時）から9月第2土曜日25時（=日曜日0時）までであった。
太平洋戦争後の連合国軍占領期当時、日本に夏時刻が公的導入されたのは、各種占領行政を行うに当たって連合国関係者が自国と同じ制度を導入することの利便性から、GHQの指導によるという説が定説となっている。
夏時刻法の施行により、夏時刻は1948年5月から毎年実施され、漫画『サザエさん』にも、主人公たちが夏時刻に合わせて時計の針を進めるエピソードがある（作中では当時の一般的な呼称

であった「サンマータイム」と表記）。
1950年（昭和25年）3月31日、「夏時刻法の一部を改正する法律」（昭和25年法律第39号）により、第1条と第2条第1項中の「四月」が「五月」に改められたが、1951年（昭和26年）度の実施はサンフランシスコ講和条約が締結された9月8日限りで打ち切られ、翌1952年（昭和27年）4月27日の占領終了と同月28日の条約発効による日本の主権回復に先立ち、夏時刻法は同年4月11日に「夏時刻法を廃止する法律」（昭和27年法律第84号）により廃止された。
以後、日本では法律に基づく全国一斉の本格的なサマータイムは実施されていない。

## 廃止の理由
夏時刻法が廃止された主因には、連合国軍による占領の終了が挙げられるが、他の理由として、日本人の不満が挙げられる。
- 労働条件の悪化
労働時間が長引きすぎる=残業が多くなりすぎる。「夏時刻の午前9時（標準時の午前8時）に始業し、標準時の午後5時に終業する」ような労働が当たり前になる。
- 中央標準時への自己修正
本制度廃止の理由の一つには、時計の針が7時なのを見て「針を1時間進めているから本当は6時なんだ」というように考える人が多かったので効果が上がらなかったという説がある。これは、夏時刻の説明の多くにある「夏季に時計の針を1時間進めること」という表現が本来の趣旨とは別の解釈をも招いているという意味である。つまり、「時計の針をみんな1時間進めるが、時刻の呼び方はいつもどおり」と解釈する人も出てくる。これでは、夏時刻が導入されても、今までどおりの時刻で生活することになる。本来の趣旨は現行の時刻に1時間を加えたタイムゾーンを採用することであり、時刻の切り替え時以外は1日の長さも時刻の呼び方も変わらないはずであった。
- 農家の生活リズムの混乱
サラリーマンや学生など、時計のリズムに合わせて生活している人にとっては、実は夏時刻になっても1日のリズムは変わらないが、時計ではなく天体リズムに合わせて生活する農家にとっては、1日のリズムは常に変わってしまい、昼寝をしても季節感が狂う。特に畜産農家は家畜の寝起きに合わせて生活しているので、人間の都合で時刻を変えることができない。
- 鉄道・バスの混雑の増加
当時の慣習として、民間会社従業員と公務員の出勤時間が大体1時間ほどずれており、公務員は民間会社従業員より1時間遅く出勤していた。いわゆる「時差通勤」であり、混雑を増加させない。しかし、サマータイムの導入に際し、実施中に公務員の出勤時間が1時間早められ、民間会社従業員と出勤時間が一致した。そのため、殺人的な混雑を招いた。なお、サマータイム廃止後も通勤ラッシュは解消されなかった。人口増が混雑を慢性化させたのである。

## 夏時刻の適用期間
- 1948年（昭和23年） - 五月の第一土曜日の翌日（日曜日）（5月2日）から九月の第二土曜日（9月11日）まで （附則第二項）
- 1949年（昭和24年） - 四月の第一土曜日の翌日（日曜日）（4月3日）から九月の第二土曜日（9月10日）まで （本則）
- 1950年（昭和25年） - 五月の第一土曜日の翌日（日曜日）（5月7日）から九月の第二土曜日（9月9日）まで （改正法）
- 1951年（昭和26年） - 五月の第一土曜日の翌日（日曜日）（5月6日）から九月の第二土曜日（9月8日）まで （改正法）
- 1952年（昭和27年）以降 - 廃止

## IANA タイムゾーン
IANA Time Zone Database で日本標準時はJSTで表わすが、夏時刻の適用期間はJDTとなる。